# Opera Cleveland
La Cleveland Opera è una compagnia d'opera di Cleveland fondata nel 1976. Nel corso del tempo ha subito vari cambiamenti di denominazione e di manager.

## Storia

### Cleveland Opera
Come Cleveland Opera fu incorporata da David Bamberger, Carola Bamberger e John D. Heavenrich nel marzo 1976 e presentò la sua prima stagione nell'ottobre e novembre dello stesso anno con produzioni tutto esaurito di Madama Butterfly di Puccini e Il barbiere di Siviglia di Rossini. Nel 1984 era diventata la compagnia d'opera residente a Playhouse Square, con spettacoli allo State Theatre.
La compagnia ha svolto un ruolo fondamentale nella rivitalizzazione dello storico Cleveland Theatre District di Cleveland ed è stata leader nel movimento per rendere i teatri accessibili ai disabili. C'era una notevole sovrapposizione tra il personale dell'orchestra della Cleveland Opera, del Cleveland Ballet e della Ohio Chamber Orchestra, a vantaggio di tutte e tre le organizzazioni.
La società è stata gestita dal marzo 1976 all'aprile 2004 da David Bamberger come Direttore Generale e Carola Bamberger come Direttore Associato. In quel periodo ha presentato 122 produzioni complete di 74 opere di 43 diversi compositori che attraversano la storia del teatro musicale da Monteverdi ai giorni nostri. Il suo cast includeva alcuni dei più grandi artisti dell'opera, tra cui Roberta Peters, Jerome Hines, Sherrill Milnes e, in concerto, Plácido Domingo, Luciano Pavarotti e José Carreras.
Oltre alle opere e alle operette, la Cleveland Opera ha presentato diverse commedie musicali tra le preferite, come West Side Story, Man of La Mancha e My Fair Lady. Ha ricevuto l'attenzione internazionale commissionando e presentando un'opera in prima mondiale di un noto musicista rock, Stewart Copeland dei The Police, con la sua opera Holy Blood and Crescent Moon.
La compagnia era famosa anche per "Cleveland Opera on Tour", un vasto programma di istruzione e sensibilizzazione. Era un membro di OPERA America, un'organizzazione nazionale che sovrintende e aiuta lo sviluppo dell'opera in tutto il continente nordamericano.

### Opera Cleveland
Dopo la partenza di David Bamberger, la società perseguì politiche finanziarie che la indebolirono notevolmente. Fu presa la decisione di fondersi con un'altra compagnia in difficoltà che operava principalmente durante l'estate, la Lyric Opera Cleveland. La compagnia risultante dalla fusione fu chiamata Opera Cleveland e diede la sua prima produzione teatrale nell'aprile 2007. La cattiva gestione però afflisse la compagnia che dovette chiudere i battenti nell'autunno del 2010.

## Nomi simili
Negli anni successivi, due piccole società di Cleveland cambiarono nome per incorporare le parole "Cleveland Opera". Nel 2014 "Opera per tutti" diventò "Cleveland Opera Theatre" e, nel 2017, "Opera Circle" diventò "The Cleveland Opera". Nessuna delle istituzioni è collegata all'organizzazione sopra descritta.